# Takhatgarh
Takhatgarh là một thành phố và khu đô thị của quận Pali thuộc bang Rajasthan, Ấn Độ.

## Địa lý
Takhatgarh có vị trí 25°20′B 73°00′Đ / 25,33°B 73°Đ Nó có độ cao trung bình là 221 mét (725 feet).

## Nhân khẩu
Theo điều tra dân số năm 2001 của Ấn Độ, Takhatgarh có dân số 15.809 người. Phái nam chiếm 51% tổng số dân và phái nữ chiếm 49%. Takhatgarh có tỷ lệ 51% biết đọc biết viết, thấp hơn tỷ lệ trung bình toàn quốc là 59,5%: tỷ lệ cho phái nam là 65%, và tỷ lệ cho phái nữ là 36%. Tại Takhatgarh, 18% dân số nhỏ hơn 6 tuổi.